# Batalla de Valls
La batalla de Valls, també coneguda com la batalla del pont de Goi es va lluitar el 25 de febrer de 1809, durant la Guerra del Francès entre les forces del mariscal francès Laurent Gouvion Saint-Cyr i les forces espanyoles del general suís Teodoro Reding, la batalla va acabar amb victòria francesa, i el comandant de l'exèrcit espanyol va ser ferit de gravetat durant una càrrega de cavalleria, morint uns dies després.

## Antecedents
Després de la derrota a la Batalla de Molins de Rei, el general Teodoro Reding, comandant de l'exèrcit de la dreta, es va dedicar a entrenar militarment als seus soldats, fugint del combat, estant amb 10.000 homes a Tarragona, i amb la resta dels seus 25.000 homes, comanats per Juan Bautista de Castro en la franja que va de Tarragona a Olesa, i va voler atacar ajudat amb el sometent, a l'exèrcit de Saint-Cyr, que es trobava al Penedès amb 18.000 homes cobrint Barcelona.
Saint-Cyr va endevinar l'estratègia de Reding i va dirigir-se a Igualada, on les tropes de Castro van fugir en direcció a Cervera, i Santes Creus. Un cop trencada la línia espanyola, Reding va dirigir-se a Montblanc i en acabat va decidir tornar a Tarragona, que es veia en perill per la divisió de Joseph Souham que ja ocupava Valls, de manera que van travessar el Francolí el dia 24.

## Ordre de batalla
Els espanyols, que van ensopegar amb les avançades de la divisió de Joseph Souham, van retirar-se de nou a la riba dreta del Francolí, formant en línia de batalla defensiva, i Saint-Cyr va demanar a la divisió italiana del general Domenico Pino, que es trobava uns quilòmetres més endavant, que s'hi reunís mentre guanyava temps entretenint els espanyols amb tiroteigs.

## La Batalla
A les tres de la tarda, l'exèrcit francès ja estava reunit, i mitja hora després es va disposar l'exèrcit en tres columnes, dues de la divisió Pino i una de Souham, creuant sota el foc de l'artilleria i fuselleria espanyola. Les càrregues de la cavalleria francesa que va travessar pel pont de Goi, que també pertany al terme d'Alcover, van fer fugir als espanyols en direcció a Tarragona. Teodoro Reding va rebre cinc ferides de gravetat i va morir a Tarragona unes setmanes després.

## Conseqüències
Els francesos van ocupar Reus i Antonio Malet de Coupigny va prendre el comandament del molt disminuït l'exèrcit espanyol a Catalunya interinament.
Els francesos van continuar ocupant la línia de la costa i les principals places fortes, amb els setges de Girona i Hostalric.

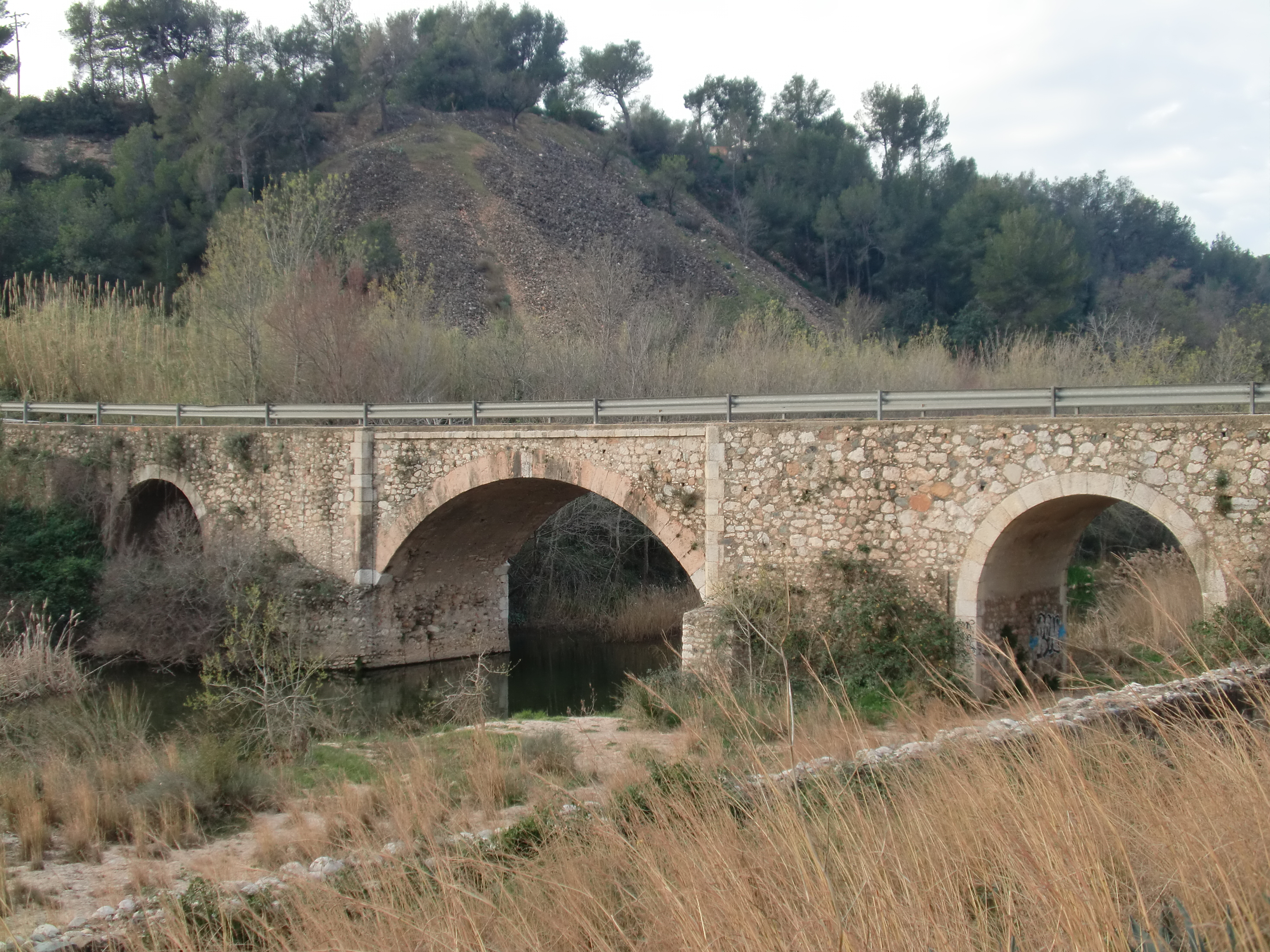
El pont de Goi, on tingué lloc la batalla
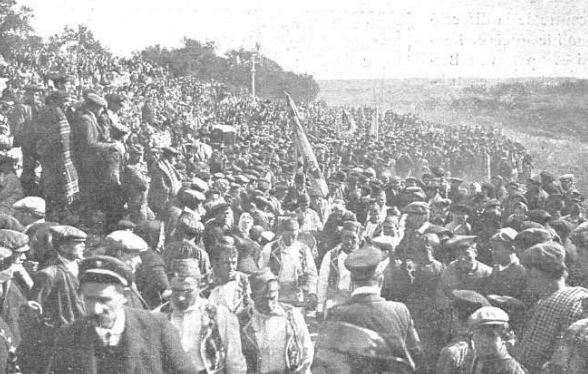
Celebracions pel centenari (1909)
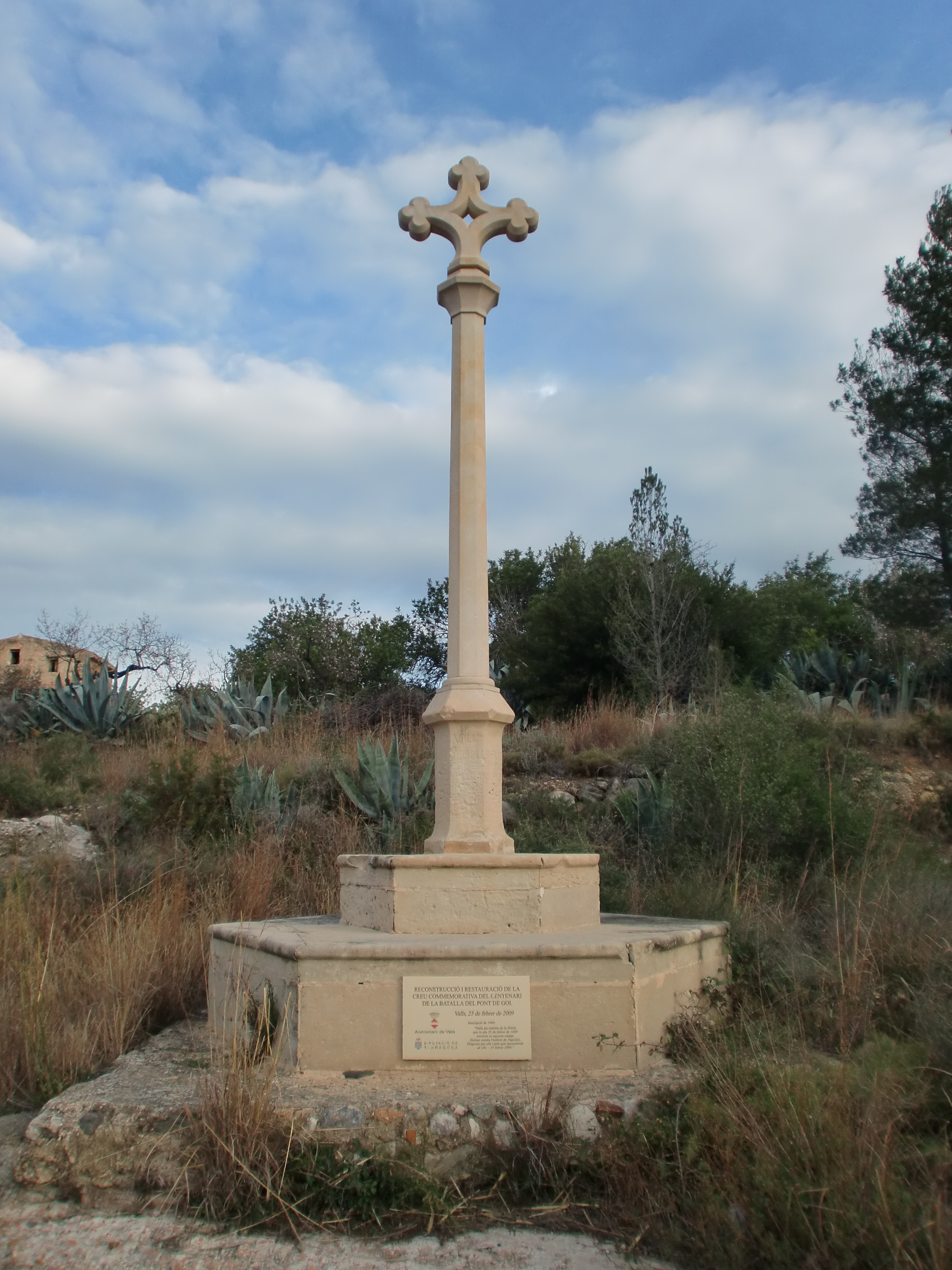
Creu commemorativa de la batalla situada al costat del pont
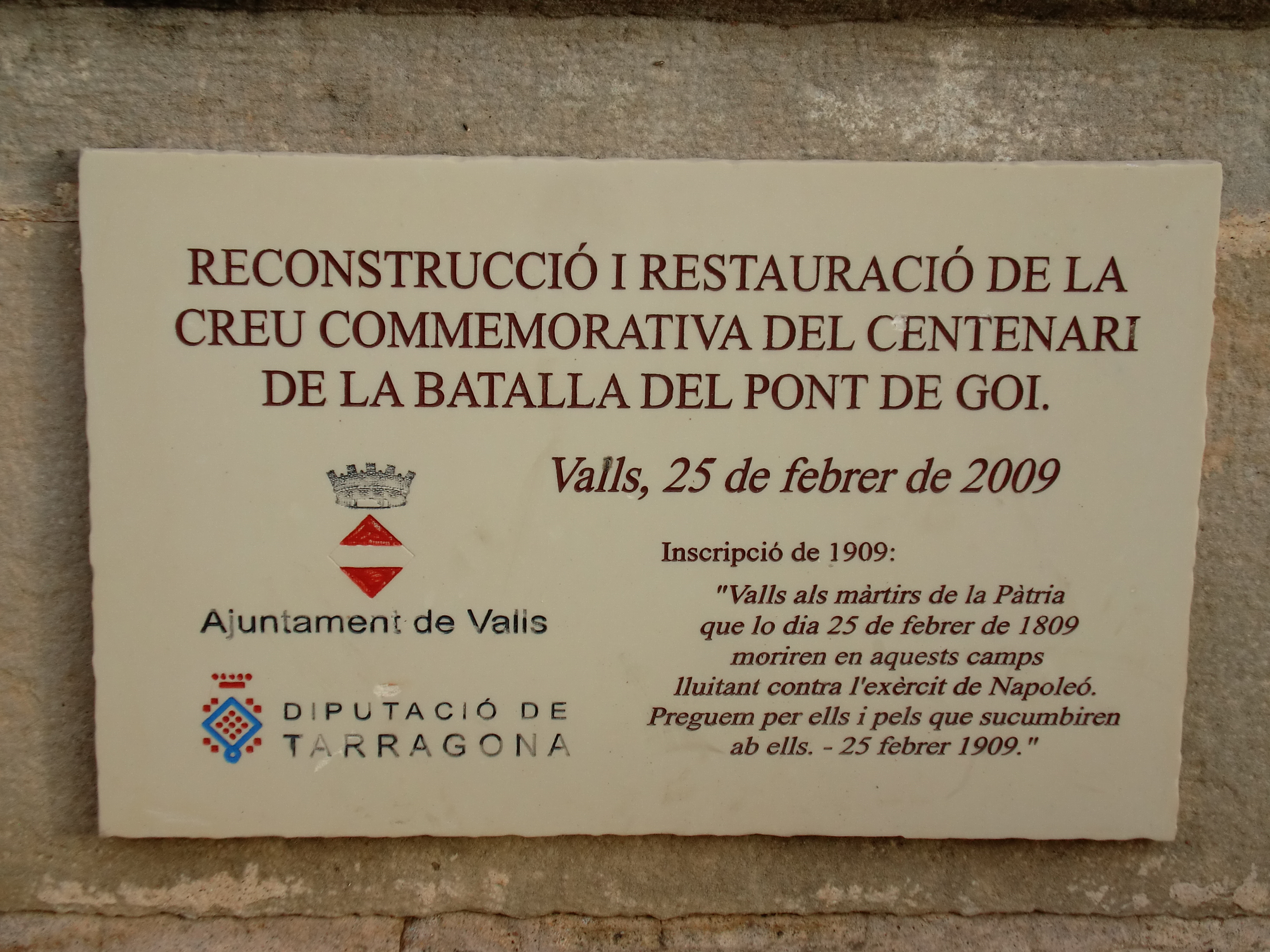
Placa al peu de la creu commemorativa
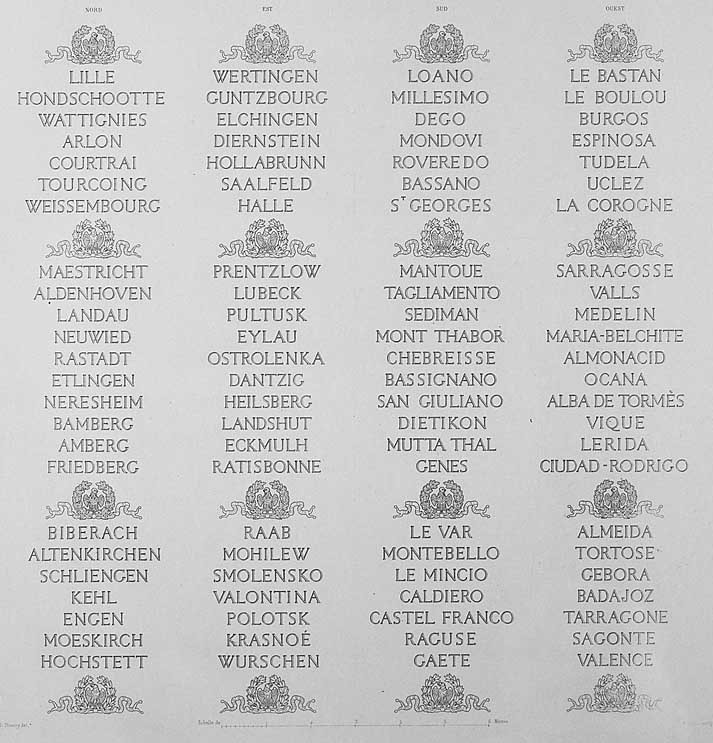
El nom de Valls està inscrit a l'Arc de Triomf de París, juntament amb altres victòries franceses de la Revolució i l'Imperi.